# غاريث ألون أوينز
غاريث ألون أوينز (باليونانية: Γκάρεθ Όουενς)‏ هو عالم آثار يوناني، ولد في 21 فبراير 1964.